# Normanni (famiglia)
I Normanni furono una famiglia dell'aristocrazia baronale romana, con residenza nel rione Trastevere, che raggiunse la massima potenza nel secolo XIII.

## Storia
Il primo componente noto della famiglia fu Stefano vissuto nella prima metà del XII secolo, molto attivo nelle lotte cittadine nel sostegno ai papi che si susseguirono a partire dall'antipapa Silvestro IV per terminare con Gelasio II che lo ricoprì di onori come princeps et clipeus omnium pariter curialium, protector ac vexillifer e custos Urbi. Durante questo secolo insieme ai Colonna era ritenuta la famiglia più antica e più radicata nell'Urbe per il ruolo giocato nelle vicende del papato, distinguendosi inoltre per la fondazione di nuovi villaggi fortificati, collocandosi così tra i principali lignaggi della élite aristocratica dell'Urbe.

I suoi eredi che dettero origine a vari rami, tra i quali quello degli Alberteschi che possedettero tra i numerosi beni immobili una torre nei pressi del ponte Santa Maria in Roma oggi noto come Ponte Rotto, riuscirono a controllare un'ampia porzione di territorio a nord di Roma tra il Tirreno e le colline dell'entroterra lungo l'asse della via Aurelia, in una serie di castelli e casali enumerati in dettaglio nel testamento di Alberto del 1254, dove ai suoi due figli lasciava Ceri, Palo, Luterno (Valle Luterana), Castel Campanile, Castel Lombardi, Castiglione (Torrimpietra), Prungiano (Leprignana), Testa di Lepre, Castel di Guido e la villa di San Giorgio, dando così origine a due rami della famiglia noti come de Caere e de Castiglione. 
 
La famiglia aveva legami di consanguineità con il gruppo parentale trasteverino dei Papareschi e dei Romani/de Cardinale..  

Tra XIII e XIV secolo un Andrea e un Giovanni ricoprirono la carica di Senatore di Roma, la famiglia tuttavia, nonostante la posizione raggiunta e pur essendo iscritta nelle liste dei Barones Urbi inserite negli Statuti della città, non riuscì a collocare alcuno dei suoi membri nella gerarchia ecclesiastica; è tuttavia probabile che un suo membro, Stefano de Normandis forse erroneamente ritenuto della famiglia Conti, riuscisse a conseguire la porpora con la diaconia di Santa Maria in Trastevere giungendo alla Arcipretura di San Pietro in Vaticano.

Secondo Pandolfo Pisano che trasse la notizia dagli Annali Pisani, della famiglia era originario papa Innocenzo II, figlio di un Giovanni de' Normanni, ipotesi che tuttavia non è stata accolta dalla recente storiografia.

A partire dalla seconda metà del secolo XIII, soprattutto dopo la sconfitta degli Svevi nella battaglia di Tagliacozzo in cui perse la vita anche Stefano de' Normanni, dinastia a cui si era mostrata fedele alleata, a cui si aggiunse l'assenza da Roma del papato e della curia,  la famiglia perse la sua preminenza iniziando una fase di lungo ed irreversibile declino, che causava l'abbandono e lo spopolamento dei loro castelli, fino ad estinguersi nella seconda metà del secolo XIV negli Anguillara, ai quali andarono alcuni dei loro beni, mentre altri furono incamerati da enti religiosi.

## Blasonatura
Normanni: Partito d'argento e di rosso a due bisce di verde ondeggianti in palo ed affrontate.
Alberteschi: D'azzurro a 10 gigli d'argento disposti 3 4 3.